# Sewamono
Sewamono (japonés: 世話物).
A diferencia del jidaimono (時代物), el sewamono hace referencia a las obras dramáticas del teatro kabuki y el bunraku que destacan los conflictos internos de los personajes populares: comerciantes, prostitutas, ciudadanos, etc. 
El autor Chikamatsu Monzaemon (1653-1725), destacó en el reflejo de estos conflictos internos de sus personajes que debatían entre el guiri, el deber social hacia el grupo o la familia, y el ninjō, los sentimientos del corazón.